# Грузевич-Нечай Микола Григорович
Мико́ла Григо́рович Грузе́вич-Неча́й (нар. 14 вересня 1857, с. Янопіль, Маслівська волость, Чигиринський повіт, Київська губернія, Російська імперія — пом. 15 жовтня 1933, Белград, Королівство Югославія) — російський військовик, генерал-майор (12.07.1916) Російської імператорської армії.

## Життєпис

### Родина
Народився в православній дворянській сім'ї роду Нечаїв.
Батько — Грузевич-Нечай Григорій Іванович, з 30 листопада 1859 року власник села  Янопіль, член Військової Ради Одеського військового округу в 1875–1877 роках у чині надвірного радника, у 1877–1880 роках — у чині колезького радника, у 1880–1888 роках — у чині статського радника.
Брат Михайло (нар. 9 січня 1865, Янопіль, Маслівська волость , Чигиринський повіт, Київська губернія — пом. 30 липня 1920, Омськ) — військовик, генерал-майор, жертва червоного терору.

### Освіта
1876 року закінчив Одеське реальне училище Св. Павла.
1878 року закінчив Павловське військове училище.
У чині портупей-юнкера 1884 року закінчив Михайлівське артилерійське училище, отримав звання підпоручика з вислугою з 7 серпня 1882 року і наказом від 14 серпня 1884 року скерований до 15-ї артилерійської бригади.

### Військова діяльність
У службу вступив 26 серпня 1876 року.
Викладав у Одеському піхотному юнкерському училищі.
Учасник походу в Китай 1900 року.
15 червня 1901 року — капітан 4-го стрілецького артилерійського дивізіону.
13 листопада 1901 року як капітан 4-го стрілецького артилерійського дивізіону отримує звання підполковник та призначається командиром 2-ї батареї 2-го мортирного артилерійського полку.
13 вересня 1904 року як командир 2-ї батареї 2-го мортирного артилерійського полку у званні підполковник призначається командиром 4-ї батареї 15-ї артилерійської бригади.
5 березня 1906 року — командир 4-ї батареї 15-ї артилерійської бригади у званні підполковник.
12 вересня 1911 року як командир 4-ї батареї 15-ї артилерійської бригади у званні підполковник призначається командиром 3-го дивізіону 3-ї Сибірської стрілецької артилерійської бригади.
14 вересня 1911 року як командир 3-го дивізіону 3-ї Сибірської стрілецької артилерійської бригади за відмінну службу отримує звання полковник з вислугою з 12 вересня 1911 року.
6 грудня 1913 року — командир 3-го дивізіону 3-ї Сибірської стрілецької артилерійської бригади у званні полковника.
На початкуПершої світової війни, 24 січня 1915 року, командир 3-го дивізіону 3-ї Сибірської стрілецької артилерійської бригади у званні полковника призначається командиром 3-го Сибірського гірського артилерійського дивізіону.
6 листопада 1915 року — командир 3-го Сибірського гірського артилерійського дивізіону бригади у званні полковника призначається командиром 1-ї Заамурської артилерійської бригади.
12 липня 1916 року як командиру 1-ї Заамурської артилерійської бригади присвоюється звання генерал-майора.
Наприкінці Першої світової війни командував 9-ю Сибірською стрілецькою Генерал-Фельдцейхмейстера Великого Князя Михайла Миколайовича артилерійською бригадою.
За час військової служби неодноразово відзначається у битвах, за що отримував державні нагороди.
Після Жовтневого перевороту 1917 року — учасник Білого руху на півночі Росії (за іншими даними — у Збройних силах Півдня Росії).
З 17 вересня 1919 року в резерві чинів військ Новоросійської області. Евакуйований в грудні 1919 року — лютому 1920 року з Одеси в Салоніки на кораблі «Ріо-Пардо».

### Останні роки життя
Станом на травень 1920 року проживав в Югославії. Головував у товаристві офіцерів Павловського військового училища. Служив у Дирекції водних сполучень. Помер 15 жовтня 1933 у Белграді.

## Нагороди
- Орден Святого Станіслава 2 ступеня (15 червня 1901 року)[19];
- Орден Святої Анни 2 ступеня (5 березня 1906)[22] та мечі до нього (16 вересня 1916 затверджене нагородження командувачем 8-ї Армії)[29];
- Орден Святого Володимира 3 ступеня (6 грудня 1913)[25]та мечі до нього (14 травня 1915 року)[30];
- Найвища прихильність (25 червня 1915 року)[31].
- Орден Святого Володимира 4 ступеня (?) і мечі та бант до нього (24 листопада 1916 року затверджене нагородження Головнокомандувачем арміями Південно-Західного фронту)[32];

## Сім'я
- Дружина — Анастасія Дмитрівна (нар. ~1868)[15].
- Донька — Наталія (нар. 1890)[15].
- Небога — Варвара (нар. 1901)[15].
- Онука — Ольга (нар. 1916)[15].